# Khosrov IV d'Arménie
Khosrov IV d’Arménie (en arménien Խոսրով Դ) est un roi d’Arménie de la dynastie des Arsacides ayant régné de 387 à 392, puis de 414 à 415.

## Origine
Khosrov IV est présenté par les historiens arméniens anciens Fauste de Byzance et Moïse de Khorène comme un jeune prince de la maison des Arsacides, sans que son origine précise ne soit évoquée. Il est présenté dans les généalogies modernes comme un fils du roi Varazdat,.

## Règnes
Khosrov IV est porté sur le trône d’Arménie en 387 par le roi de Perse Shapur III, en opposition au roi Arsace III considéré par la Perse comme inféodé à l’Empire romain. Khosrov IV est un roi chrétien. Le Chah de Perse lui donne en outre pour épouse sa sœur Zérouantoukhd et un certain Zig pour régent, et l’envoie en Arménie avec une nombreuse armée. Khosrov IV ne tarde pas à contrôler la quasi-totalité du royaume.
Après la mort de son concurrent Arshak III, Khosrov IV est reconnu par l’ensemble de la noblesse arménienne et obtient la partie occidentale du pays comme vassal de l’Empire romain. Le roi Khosrov IV tente de maintenir un équilibre fragile entre ses deux puissants voisins. Afin de faire face à l’iranisation de l’Arménie, il favorise l’accession au trône patriarcal de Sahak Ier Parthev (387-428), le dernier descendant de la dynastie patriarcale fondée par Grégoire Ier l'Illuminateur, et qui a fait ses études parmi les Byzantins. 
Rapidement le roi d’Arménie est en butte à l’opposition traditionnelle des Nakharark qui n’hésitent pas à le dénoncer comme un traître au nouveau roi de Perse, Vahram IV. 
En 392, ce dernier le convoque en Iran, le dépose et le remplace par son frère Vram Châhpouh. Khosrov IV est interné pour 22 ans dans la « Forteresse de l'Oubli» au Khouzistan. Libéré après le décès de son frère en 414, Khosrov IV est rétabli comme roi d’Arménie par Yazdgard Ier mais il meurt après un an de règne.

## Union et descendance
Selon Cyrille Toumanoff, Khosrov IV s'est uni avec « Zarovandoukht fille de Sapor II, grand roi » dont :
- Tigrane ;
- Arsace/Arschak.